# Secret Garden (EP)
Secret Garden é o terceiro mini-álbum do girl group sul-coreano A Pink, lançado em 5 de julho de 2013. A faixa-título "NoNoNo" foi usada para promover o álbum. Este é o primeiro lançamento após a saída de Yookyung.

## Antecedentes e lançamento
Em 23 de junho, A Cube Entertainment lançou um teaser do comeback em seu canal oficial no YouTube, e um adicional em 27 de junho. Mais tarde foi revelado que a música de fundo usada para estes dois teasers foram trechos de duas das faixas de seu próximo mini-álbum, intitulado "Secret Garden" e "U You". Em 3 de julho, foi informado que a fatixa-título do grupo seria intitulada "NoNoNo" em uma prévia do videoclipe da canção. No que diz respeito ao tema do seu álbum, A Cube Entertainment afirmou: "O tema do álbum 'Secret Garden' é a cura e, mais do que qualquer coisa chocante, vai ser um álbum que vai fazer você se sentir revigorado. Você pode antecipar as habilidades melhoradas do A Pink que aperfeiçoaram ao longo de um ano de preparação". O videoclipe e o álbum foram lançados dois dias depois, em 5 de julho.

## Promoções
Um dia antes de o videoclipe e o mini-álbum serem lançados, A Pink apresentou um trecho de "Lovely Day", uma das faixas de seu álbum, além de uma apresentação integral de "NoNoNo" no M! Countdown da Mnet, em 4 de julho. Este foi seguido por apresentações em outros programas musicais, incluindo Music Bank da KBS, Show! Music Core da MBC e Inkigayo da SBS. Em 9 de julho, A Pink conquistou o primeiro lugar no Music Bank com o single "NoNoNo".

## Lista de faixas
| N.º            | Título                        | Letras           | Música                                   | Duração |  |
| 1.             | "U You"                       | Golden Doohyun   | Golden Doohyun, Playing Child, Oh Hyunho | 3:25    |  |
| 2.             | "NoNoNo"                      | Shinsadong Tiger | Shinsadong Tiger                         | 3:40    |  |
| 3.             | "Lovely Day"                  | Golden Doohyun   | Golden Doohyun, Playing Child, Oh Hyunho | 3:00    |  |
| 4.             | "난 니가 필요해 (I Need You)" | D'DAY, KZ        | KZ, Kkom Deul Gun                        | 3:49    |  |
| 5.             | "Secret Garden"               | Lee Chan Mi      | ZIGZAG NOTE                              | 4:03    |  |
| 6.             | "NoNoNo (Inst.)"              | -                | Shinsadong Tiger                         | 3:40    |  |
| Duração total: | Duração total:                | Duração total:   | Duração total:                           | 21:40   |  |

## Desempenho nas paradas
| Parada                   | Melhor posição |
| ------------------------ | -------------- |
| Gaon Weekly album chart  | 2              |
| Gaon Monthly album chart | 7              |
| Gaon Yearly album chart  |                |

| "NoNoNo" | 3 | 2 |

| "U You"         | 42  |
| "Lovely Day"    | 67  |
| "I Need You"    | 127 |
| "Secret Garden" | 136 |

| Tabela (2013)         | Quantidade |
| --------------------- | ---------- |
| Gaon vendas físicas   | 39.149+    |
| Oricon vendas físicas | 6.480+     |

## Histórico de lançamento
| País          | Data               | Formatos             | Gravadora                                  |
| ------------- | ------------------ | -------------------- | ------------------------------------------ |
| Coreia do Sul | 5 de julho de 2013 | CD, download digital | A Cube Entertainment CJ E&M Music and Live |